# Nudaurelia bamendana
Nudaurelia bamendana is een vlinder uit de familie nachtpauwogen (Saturniidae), onderfamilie Saturniinae.
De wetenschappelijke naam van de soort is, als Gonimbrasia bamendana, voor het eerst geldig gepubliceerd door Arnold Schultze in 1914.

## Andere combinaties
- Gonimbrasia bamendana Schultze, 1914
  - Imbrasia bamendana (Schultze, 1914)